# Jean Kacou Diagou
Pour les articles homonymes, voir Diagou.
Jean Kacou Diagou est un homme d’affaires ivoirien né le 15 août 1948 à  Cocody, Abidjan, en Côte d'Ivoire. Marié et père de 5 enfants, il est le fondateur du premier groupe ivoirien de banque-assurance NSIA (Nouvelle Société Interafricaine d'Assurance). Il a corédigé le code CIMA (Conférence interafricaine des marchés d'assurance) régissant cet organisme d’assurance panafricain. En 2019, Jean Kacou Diagou a été classé deuxième ivoirien dans la liste des Africains francophones les plus riches par le magazine Forbes où il figure à la 14ème place.

## Biographie

### Éducation
Après ses études secondaires au Petit Séminaire de Bingerville, il obtient son Bac philo au Moyen Séminaire de Yopougon en 1967. Il étudie ensuite les sciences économiques à l'Université d'Abidjan d'où il obtient une Licence. Il part ensuite poursuivre ses études à Paris et décroche en 1972 un diplôme en assurances à l'Ecole nationale d'assurances, un institut du Conservatoire national des arts et métiers (CNAM) de Paris.

### Débuts
Jean Kacou Diagou a commencé sa carrière au sein de l'Union des assurances de Paris (UAP).
Il y occupe le poste de Chef du service sinistres de SIA une agence de l'UAP de 1972 à 1976 avant de rejoindre la succursale de l’UAP en Côte d’Ivoire en tant que Secrétaire général, de 1976 à 1981. Date à laquelle il prend la tête de l’Union Africaine, une filiale de l’UAP jusqu’en 1983, en tant que Directeur général.
1985 et 1992, il est tour à tour administrateur et directeur général de l'Union Africaine IARD ainsi que de l'Union Africaine Vie, en plus d’être administrateur de l'Union des Assurances du Niger.
L'année 1992 consacre la première partie de sa carrière professionnelle dans les assurances puisqu’il est alors nommé vice-président du groupe Union Africaine. Poste qu’il occupera jusqu’en décembre 1994.

### La NSIA (Nouvelle Société Interafricaine d'Assurance)
En 1995, Jean Kacou Diagou crée la NSIA  avec des capitaux essentiellement africains, 300 millions FCFA. L’expansion régionale et sectorielle ultra-rapide qu’a connu le Groupe NSIA, sous la direction de son Président, l’a amené à être considéré comme une véritable «success story» de l’afro-capitalisme, avec plus de 3 000 employés, répartis dans 12 pays d’Afrique subsaharienne.
Jean Kacou Diagou a été rejoint à la direction par ses deux filles Bénédicte Janine Kacou Diagou, en tant que Directrice Générale du Groupe et Dominique Diagou-Ehilé, en tant que Directrice Générale du pôle Assurance.

## Autres conseils d'administration
De 1998 à 2002 Jean Kacou Diagou est administrateur de la CAA (Caisse Autonome d’Amortissement) .
De 1995 à 2000 il est administrateur de la CNPS (Caisse Nationale de Prévoyance Sociale) EPN, puis vice-président de 2000 à 2006.
De 2001 à 2004 il est administrateur de la CGRAE (Caisse Générale de Retraite des Agents de l’État).
De 2000 à fin 2005 il occupe également la fonction de vice-président de la CNPS (Caisse Nationale de Prévoyance Sociale) IPS

## Responsabilités associatives et sectorielles
Depuis 1985: Président de la SIARCO (pool des assurances de construction) .
De 1988 à 1995 et de fin 2003 à avril 2005: président de l’Association des sociétés d'Assurances de Côte d'Ivoire (34 Sociétés membres).
De 1990 à 1996, il préside également la FANAF (Fédération des sociétés d’assurance de droit national africaines) (214 Sociétés Membres).
De 1991 à 1992, Jean Kacou Diagou participe à la rédaction du Code CIMA (Conférence interafricaine des marchés d'assurance).
De 2001 à  2007 il est membre du Bureau Exécutif de l’OAA (Organisation des Assurances africaines) , il est le Président de 2001 à  2002.

## Associations patronales
De 2005 à 2016, il dirige la Confédération Générale des Entreprises (CGECI)
De 2010 à 2017 il est président de la Fédération des Organisations Patronales de l’Afrique de l’Ouest (FOPAO) ,.

## Activités religieuses
Jean Kacou Diagou compose des chants religieux et a déjà enregistré plusieurs albums.
En 2016, Il a été récompensé pour son "travail bien fait" par les Églises Évangéliques de Côte d’Ivoire aux côtés du ministre d’État, ministre de l’Intérieur et de la Sécurité Hamed Bakayoko ainsi que le maire de la Commune de Cocody, N’Gouan Aka Mathias .
Lors des 25 ans du Groupe, il a  célébré l’événement à l’église pour souligner l’action et la présence de Dieu ayant permis de matérialiser sa vision, aux côtés des +3000 collaborateurs du Groupe.

## Distinctions
- Commandeur de l’ordre national de Côte d’Ivoire,
- Officier de l’ordre équatorial du Gabon,
- Commandeur de l’ordre du mérite ivoirien,
- Prix d’Honneur 2008 de la Direction Générale des Impôts (DGI)[6].

## Sites externes
- Association des sociétés d'Assurances de Côte d'Ivoire
- Fédération des sociétés d’assurance de droit national africaines
- Confédération Générale des Entreprises (CGECI)
- Chaine Youtube musicale de Jean Kacou Diagou